# Phantomosaurus neubigi
Il fantomosauro (Phantomosaurus neubigi) è un rettile marino estinto, appartenente agli ittiosauri. Visse nel Triassico medio (Anisico, circa 240 milioni di anni fa) e i suoi resti fossili sono stati ritrovati in Germania.

## Descrizione
Questo animale doveva essere di grandi dimensioni, e si suppone potesse raggiungere una lunghezza di almeno 5 metri. Il solo cranio superava i 50 centimetri di lunghezza. Phantomosaurus è noto esclusivamente per un fossile mal conservato, disarticolato e incompleto, sufficiente tuttavia a permettere una ricostruzione. Doveva essere un ittiosauro dal corpo allungato, con una lunga coda appiattita lateralmente e, come tutti gli ittiosauri, con quattro arti trasformati in strutture simili a pagaie. L'aspetto di questo animale doveva richiamare quello del più noto Cymbospondylus, ma erano presenti alcune differenze (ad esempio nella forma del condilo occipitale, a forma di sella). Le zampe posteriori erano molto lunghe, ed erano dotate di femore, tibia e fibula snelli. L'opistotico era fermamente saldato al basioccipitale (caratteristica unica fra gli ittiosauri); i centri vertebrali anteriori erano molto cavi, sia anteriormente che posteriormente, ed erano dotati di carene ventrolaterali. 

## Classificazione
Questo animale venne descritto inizialmente nel 1993 e attribuito a una nuova specie dell'ittiosauro Shastasaurus (S. neubigi). Una ridescrizione operata da Maisch nel 2000 ha rilevato importanti differenze tra questa specie e le altre attribuite a Shastasaurus, tali da permettere l'istituzione di un nuovo genere, Phantomosaurus. Il fossile, proveniente dal Muschelkalk superiore della Germania meridionale, possiede numerose caratteristiche simili al ben noto Cymbospondylus (ad esempio le ossa delle zampe), ma alcune caratteristiche richiamano Mixosaurus (la forma dell'opistotico). Phantomosaurus sembrerebbe in ogni caso essere uno stretto parente di Cymbospondylus, anche se leggermente più derivato (la forma del condilo occipitale a sella è un carattere derivato rispetto a quello profondamente concavo di Cymbospondylus).

## Significato del nome
Il nome generico Phantomosaurus si riferisce al “Fantasma dell’Opera”, di Gaston Leroux, nel quale il protagonista doveva nascondersi dietro a una maschera a causa del volto sfigurato. Similmente, l'olotipo di Phantomosaurus subì un notevole danno durante la preparazione a causa di un utilizzo inappropriato dell'acido, rovinandosi. 